# Cala d'Arandes
La cala d'Arandes és una petita platja natural del municipi de l'Ametlla de Mar (Baix Ebre), situada a ponent del cementiri de l'Ametlla, entre la platja de Pixavaques, al sud-oest, i la cala del Cementiri, al nord-est. Té una longitud de 12 metres i una amplada mitjana de 13 metres, formada per còdols i blocs. El fons marí és rocós, òptim per a practicar busseig o snorkel. No disposa de serveis. S'hi accedeix a peu pel camí de ronda, o en vehicle fins a l'aparcament proper al cementiri.